# Giuseppe Martucci

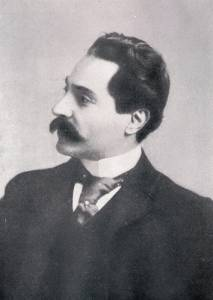
Giuseppe Martucci.

Giuseppe Martucci (Capua, 6 gennaio 1856 – Napoli, 1º giugno 1909) è stato un compositore, pianista e direttore d'orchestra italiano.

## Biografia
Figlio del trombettista Gaetano Martucci e di Orsola Martucciello, fu un bambino prodigio: a soli otto anni teneva concerti solistici al pianoforte. Divenne ben presto un pianista apprezzato internazionalmente, allievo di Beniamino Cesi per il pianoforte e Paolo Serrao per la composizione al Conservatorio di Napoli; di lui tesserono le lodi Anton Rubinstein e Franz Liszt. Non meno significativa fu la sua attività di direttore d'orchestra.
La sua fama è anche legata al suo impegno per il rinnovamento della cultura musicale italiana; contribuì notevolmente alla diffusione in Italia delle opere di Ludwig van Beethoven, di Robert Schumann, di Johannes Brahms, di Liszt, di Wagner, di César Franck, Vincent d'Indy, Édouard Lalo e di molti altri musicisti europei.
Nel 1880 fu nominato docente al Conservatorio di Napoli, dal 1886 fu direttore del Conservatorio di Bologna, dove ebbe come allievo prediletto il pianista Guido Alberto Fano, per poi ricoprire la stessa carica nuovamente a Napoli dal 1902; tra i suoi allievi si ricorda in particolare modo Ottorino Respighi per la composizione e Giovanni Anfossi (maestro di Arturo Benedetti Michelangeli) per il pianoforte.
Martucci fu tra i pochi autori italiani del suo tempo a non comporre opere teatrali, questo per evidente reazione al mondo musicale italiano dell'epoca, ancora orientato in modo quasi esclusivo verso il melodramma; ciononostante, Martucci fu tra gli artefici della prima esecuzione in Italia del Tristano e Isotta di Richard Wagner, avvenuta a Bologna nel 1888.
Il 25 maggio 1879 sposa Maria Colella alla quale aveva dedicato "Secondo Capriccio" (composizione: Napoli, 30 marzo 1872), "Prima barcarola" (composizione: 22 agosto 1874), "Sinfonia n. 1 in re minore" (composizione: Bologna, 1º gennaio 1889 - Castiglione dei Pepoli, luglio 1895) e "Sinfonia n. 2 in fa maggiore" (composizione: luglio 1899 - 11 settembre 1904). La donna rimasta vedova, ottenne una pensione annua di lire 3.000 nel 1910 (Legge 272 del 19 maggio 1910, pubblicata nella Gazzetta Ufficiale n. 129 di venerdì 3 giugno 1910).
Alcuni degli oggetti e dei documenti a lui appartenuti sono ora conservati al Museo Provinciale Campano, nella sua cittadina natale.

## La sua musica

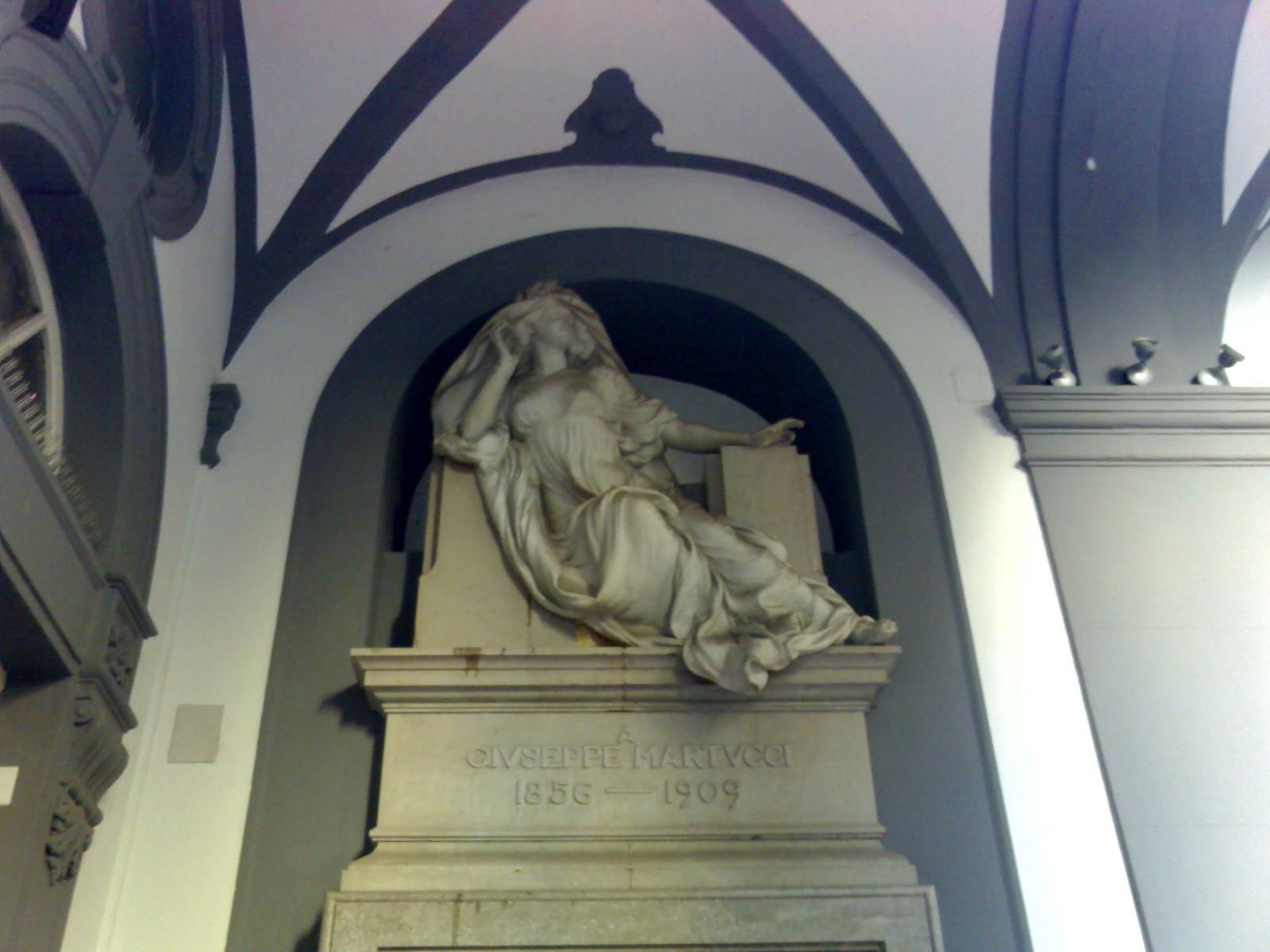
Monumento a Giuseppe Martucci, Museo del conservatorio di San Pietro a Majella, Napoli

Il suo stile compositivo risente soprattutto della musica romantica centroeuropea, con punti di riferimento principali in Brahms, Schumann e Wagner, ma ciò non gli impedì di sviluppare tematiche personali, più vicine alla cultura popolare italiana. In merito a tale dualismo (sinfonismo nordico e cantabilità latina), appare davvero paradigmatico il famoso Notturno in sol bemolle op. 70 (originariamente per pianoforte, poi orchestrato), nel quale è possibile ravvisare una cantabilità crepuscolare e sensuale (benché controllata), la quale - grazie anche al magnifico timbro degli archi - sembra preannunciare alcune celebri melodie di Mascagni, Puccini e Cilea, nonché certe atmosfere mahleriane.
La sua musica ha trovato uno strenuo sostenitore nel celebre direttore d'orchestra Arturo Toscanini, che spesso eseguì nei suoi programmi concertistici i lavori sinfonici di Martucci. Il compositore Gian Francesco Malipiero, inoltre, dichiarò che fu nella Seconda sinfonia di Martucci che riconobbe l'inizio del rinnovamento della musica non operistica italiana.
Il suo catalogo conta un centinaio scarso di opere, tra cui spiccano l'oratorio Samuel, il romantico ciclo per voce e orchestra La canzone dei ricordi, due sinfonie, due concerti per pianoforte e orchestra, alcuni brani di musica da camera ed una notevole mole di musica pianistica.
L'intero repertorio sinfonico di Martucci è stato registrato da Francesco d'Avalos alla direzione della Philharmonia Orchestra.

## Principali composizioni

### Orchestra
- Concerto per pianoforte e orchestra nº1 in re minore, Op.40 (1878)
- Minuetto, Op.57 nº2 (1880)
- Momento musicale, Op.57 nº3 (1883)
- Concerto per pianoforte e orchestra nº2 in si bemolle minore, Op.66 (1885)
- Canzonetta per orchestra da camera, Op.65 nº2 (1891)
- Gavotta per piccola orchestra, Op.55 nº2 (1892 ca)
- Giga per piccola orchestra, Op.61 nº3 (1892 ca)
- Sinfonia nº1 in re minore, Op.75 (1895)
- Notturno per piccola orchestra, Op.76 nº1 (1896)
- Sinfonia nº2 in fa maggiore, Op.81 (1904)
- Novelletta, Op.82 nº2 (1905; orch. 1907)

### Vocale
- Samuel, oratorio per soli, coro e orchestra (1881, rev. 1905)
- Romanza, op 5 “Alma gentile incognita” per tenore o soprano su versi di Silvio Pellico, 1875
- La canzone dei ricordi, Poemetto lirico per voce e pianoforte su versi di Rocco E. Pagliara, Lucca 1887 (verisone per voce e orchestra, op. 68a (1898)
- Sogni, Due romanze su versi di Corrado Ricci: Sogno d'amore  e Sogno di Morte
- Pagine sparse  su versi di Corrado Ricci, Archiviato il 9 aprile 2017 in Internet Archive., per voce e pianoforte op. 68b (1888)
- Tre pezzi, per voce e pianoforte op. 84, testi di Giosuè Carducci (1906)
  1. Maggiolata
  2. Pianto antico
  3. Nevicata

### Pianoforte
- 3 Polke ed una Mazurca (1867)
- Fantasia sull'opera La forza del destino, op. 1 (1871)
- Polka improvvisata (1872)
- Capriccio nº 1, op. 2 (1872)
- Capriccio nº 2, op. 3 (1872)
- Mazurka di concerto, op. 4 (1872)
- Andante e polka, op. 5 (1873)
- Tarantella, op. 6 (1873)
- Agitato, op. 7 (1873)
- Pensieri sull'opera Un ballo in maschera per un duetto di pianoforte, op. 8, (1873)
- Studio da concerto, op. 9 (1873)
- Pensiero musicale, op. 10 (1873)
- Tempo di mazurka, op. 11 (1873)
- Capriccio nº 3, op. 12 (1874)
- Allegro appassionato, op. 13 (1874)
- Fuga, op. 14 (1874)
- Capriccio nº 4, op. 15 (1874)
- Melodia nº 1, op. 16 (1874)
- Improvviso, op. 17 (1874)
- Fuga a due parti, op. 18 (1874)
- Polacca nº 1, op. 19 (1874)
- Barcarola nº 1, op. 20 (1874)
- Melodia nº 2, op. 21 (1874)
- Scherzo, op. 23 (1875)
- Capriccio da concerto, op. 24 (1875)
- Notturno: Souvenir de Milan, op. 25 (1875)
- Capriccio in forma di studio, op. 26 (1875)
- Tre romanze, op. 27 (1875)
  1. Tristezza
  2. Ritorno
  3. Passione
- Fughetta e fuga, op. 28 (1875)
- La caccia, op. 29 (1876)
- Barcarola nº 2, op. 30 (1876)
- 4 pezzi, op. 31 (1876)
  1. Notturno
  2. Terza barcarola
  3. Quarta romanza
  4. Dolce ricordo
- Fantasia in re minore, op. 32 (1876)
- 3 pezzi, op. 33 (1876)
  1. Voce del cuore
  2. Al cader delle foglie
  3. Canto religioso
- Sonata per pianoforte in fa maggiore, op. 34 (1876)
- Mazurca, op. 35 (1876)
- Racconto in memoria di Bellini, Op. 37 (1877)
- 12 preludi facili (1877)
- 6 pezzi, op. 38 (1878)
  1. Flatterie
  2. Souvenir d'un bois
  3. Chant d'amour
  4. La Chasse
  5. Sérénade
  6. Moment de joie
- Souvenir de Paris, op. 39 (1878)
- Sonata facile, op. 41 (1878)
- 3 notturni, op. 42 (1880)
- 7 pezzi, op. 43 (1878–82)
  1. Pensiero musicale
  2. Dolore
  3. L'Arcolaio
  4. Pensiero fantastico
  5. Fiorellino
  6. Verso sera!
  7. Presso il ruscello
- 6 pezzi, op. 44 (1879–80)
  1. Capriccio. Momenti d'ozio
  2. Pezzo fantastico
  3. Colore orientale
  4. Barcarola
  5. Notturno
  6. Tarantella
- 3 valzer, op. 46 (1879)
- Studio, op. 47 (1879)
- Polacca nº 2, Op. 48 (1879)
- 3 romanze, op. 49 (1880–82)
  1. Desio
  2. Quante memorie!
  3. Ansia!
- Novella, op. 50 (1880)
- Fantasia in sol minore, op. 51 (1880)
- 3 scherzi, op. 53 (1881)
- Studio caratteristico, op. 54 (1880)
- 2 pezzi, op. 55 (1880–8)
  1. Minuetto
  2. Tempo di gavotta
- Improvviso-fantasia, op. 56 (1880)
- 2 pezzi, op. 57 (1886)
  1. Capriccio - Lento. Allegro vivace (sol minore)
  2. Serenata - Allegretto con moto (sol maggiore)
- Tema con variazioni, op. 58 (1882) / versione per due pianoforti (1900/1905)
  1. Tema - Andante (mi bemolle maggiore)
  2. Variazione I - Andante
  3. Variazione II - Andante
  4. Variazione III - Andante
  5. Variazione IV - Allegro vivace
  6. Variazione V - Andante
  7. Variazione VI - Andante
  8. Variazione VII - Andantino con moto
  9. Variazione VIII - Allegro
  10. Variazione IX (alla Chopin)
  11. Finale - Allegro con spirito
  12. Finale alternativo - Allegro molto
- Foglie sparse: album di 6 pezzi, op. 60 (1883)
  1. Tempo di marcia - Allegro (mi bemolle maggiore)
  2. Valzer - Moderato (do minore)
  3. Scherzo - Allegro molto (fa minore)
  4. Barcarola - Allegretto (la maggiore)
  5. Romanza - Andantino (fa maggiore)
  6. Capriccio - Allegro (la maggiore)
- 3 pezzi, op. 61 (1883)
  1. Preludio
  2. Toccata
  3. Giga
- Moto perpetuo, op. 63 (1884)
- 3 pezzi, op. 64 (1884)
  1. Momento musicale - Allegretto con moto (si bemolle maggiore)
  2. Scherzo - Allegro molto (sol minore)
  3. Barcarola - Andantino (mi bemolle maggiore)
- 3 pezzi, op. 65 (1884)
  1. Preludio - Allegro (fa diesis minore)
  2. Canzonetta - Andante (re maggiore)
  3. Serenata - Allegretto con moto (fa diesis minore)
- Romanza in mi maggiore (1889)
- 2 notturni, op. 70 (1891)
  1. Moderato (sol bemolle maggiore)
  2. Andantino (fa diesis minore)
- 2 pezzi, op. 73 (1893)
  1. Serenata - Andantino a piacere (fa diesis minore)
  2. Gavotta - Allegro (fa diesis minore)
- Trèfles à 4 feuilles, op. 74 (1895)
  1. Prélude - Lentamente (sol bemolle maggiore)
  2. Mouvement de Valse - Moderato (mi bemolle maggiore)
  3. Mouvement de Mazurka - Moderato (si maggiore)
  4. Mouvement de Polka - Vivace (fa diesis minore)
- 3 pezzi, op. 76 (1896)
  1. Novellette
  2. Nocturne
  3. Scherzo
- 2 pezzi, op. 77 (1896)
  1. Capriccio
  2. Toccata
- 3 piccoli pezzi, op. 78 (1900)
  1. Serenata
  2. Minuetto
  3. Capriccio
- 3 piccoli pezzi, op. 79 (1901)
  1. Preludio
  2. Canzonetta
  3. Saltarello
- 2 capricci, op. 80 (1902)
- Melodia nº 3 (1902)
- 3 pezzi, op. 82 (1905)
  1. Intermezzo
  2. Novelletta
  3. Scherzo
- 3 pezzi, op. 83 (1905)
  1. Improvviso
  2. Capriccio
  3. Tempo di valzer

### Musica da camera
- Sonata per violino e pianoforte op. 22
- Quintetto per archi e pianoforte in do maggiore op. 45 (1878)
- Trio n. 1 per violino, violoncello e pianoforte in do maggiore op. 59 (1883)
- Sonata per violoncello e pianoforte in fa diesis minore op. 52 (1884)
- Due romanze per violoncello e pianoforte op. 72
- Trio nº 2 per violino, violoncello e pianoforte in Mi bemolle maggiore op. 62 (1888)

## Riconoscimenti
A Giuseppe Martucci è intitolato il Conservatorio Statale di Musica di Salerno.